# Reepenia florea
Reepenia florea là một loài Hymenoptera trong họ Halictidae. Loài này được Smith mô tả khoa học năm 1863.